# Pachycormidae
De Pachycormidae zijn een familie van uitgestorven straalvinnige beenvissen (Osteichthyes). Ze vallen samen met de orde Pachycormiformes en leefden van het Midden-Jura tot het Laat-Krijt.

## Naamgeving
Een familie Pachycormidae werd in 1895 benoemd door Arthur Smith Woodward.

## Kenmerken
De meeste Pachycormidae-geslachten waren op tonijnen of zwaardvissen lijkende roofvissen die hun prooi vingen tijdens snelle achtervolgingen. Ze hadden lange borstvinnen die eruitzagen als zeisbladen; de buikvinnen waren maar klein of ontbraken helemaal. De staartvin was homocercaal, met even grote lobben, en het skelet van de staartvin komt overeen met die van de teleosten. De meeste geslachten hadden een min of meer langwerpig rostrum. Dit kenmerk was het meest uitgesproken bij Protosphyraena perniciosa uit het Krijt.
Binnen de Pachycormidae is er een monofyletische clade bestaande uit vijf geslachten, grote mariene filterende planktoneters. De groep nam gedurende een periode van honderd miljoen jaar in het Laat-Mesozoïcum de ecologische rol op zich die vandaag de dag wordt ingenomen door de baleinwalvissen en enkele planktonetende kraakbeenvissen. Deze groep omvat de twee meter lange geslachten Asthenocormus en Martillichthys, Bonnerichthys, die vijf meter lang werd, en Leedsichthys problematicus, die met een lengte van minstens negen meter en misschien wel zestien meter de grootste beenvis aller tijden is.

## Systematiek
De Pachycormidae werden aanvankelijk geclassificeerd als beenganoïden (Holostei), een taxon dat nu als parafyletisch wordt beschouwd en niet langer gebruikelijk is in de moderne systematiek. Joseph S. Nelson classificeerde ze als zeer hoogontwikkelde nieuwvinnigen (Neopterygii), zeer vergelijkbaar met de Teleostei. In een publicatie van januari 2010 werden ze uiteindelijk toegewezen aan de Teleostei.

## Uitsterven
De Pachycormidae, inclusief de grote mariene planktoneters, stierven aan het einde van de Krijt-Tertiair grens uit, samen met dinosauriërs (behalve de vogels) en pterosauriërs en de grote mariene reptielen. De ecologische niche van grote filterende planktoneters bleef aanvankelijk onbezet, maar werd toen overgenomen door mantaroggen en walvishaaien uit het Laat-Paleoceen, door reuzenhaaien sinds het Midden-Eoceen en door baleinwalvissen op de Eoceen-Oligoceen grens. Alleen de reuzenbekhaaien, ook mariene, filterende planktoneters, waarvan de voorouders kunnen worden aangetoond sinds de grens tussen Oligoceen en Mioceen, kunnen al tijdgenoten zijn geweest van de Pachycormidae, zoals sommige fossiele tanden uit het vroege Laat-Krijt aangeven. De enige grote bestaande beenvissen die ook filterende planktoneter zijn, bestaan uit de lepelsteuren, die in zoet water in Noord-Amerika en China leven en met langwerpige rostra een lengte tot zeven meter kunnen bereiken. De grootste Chinese vorm schijnt echter onlangs uitgestorven te zijn.

## Geslachten
- Eugnathides
- Euthynotus Wagner, 1860
- Pachycormus Agassiz, 1833
- Prosauropsis
- Protosphyraena Leidy, 1857
- Sauropsis Agassiz, 1832
- Saurostomus Agassiz, 1833
- Makrocarnivore clade
  - Hypsocormus Wagner, 1860
  - Kaykay Gouiric-Cavalli & Arratia, 1930
  - Orthocormus Weitzel, 1930
- Clade van mariene planktoneters
  - Asthenocormus Woodward, 1895

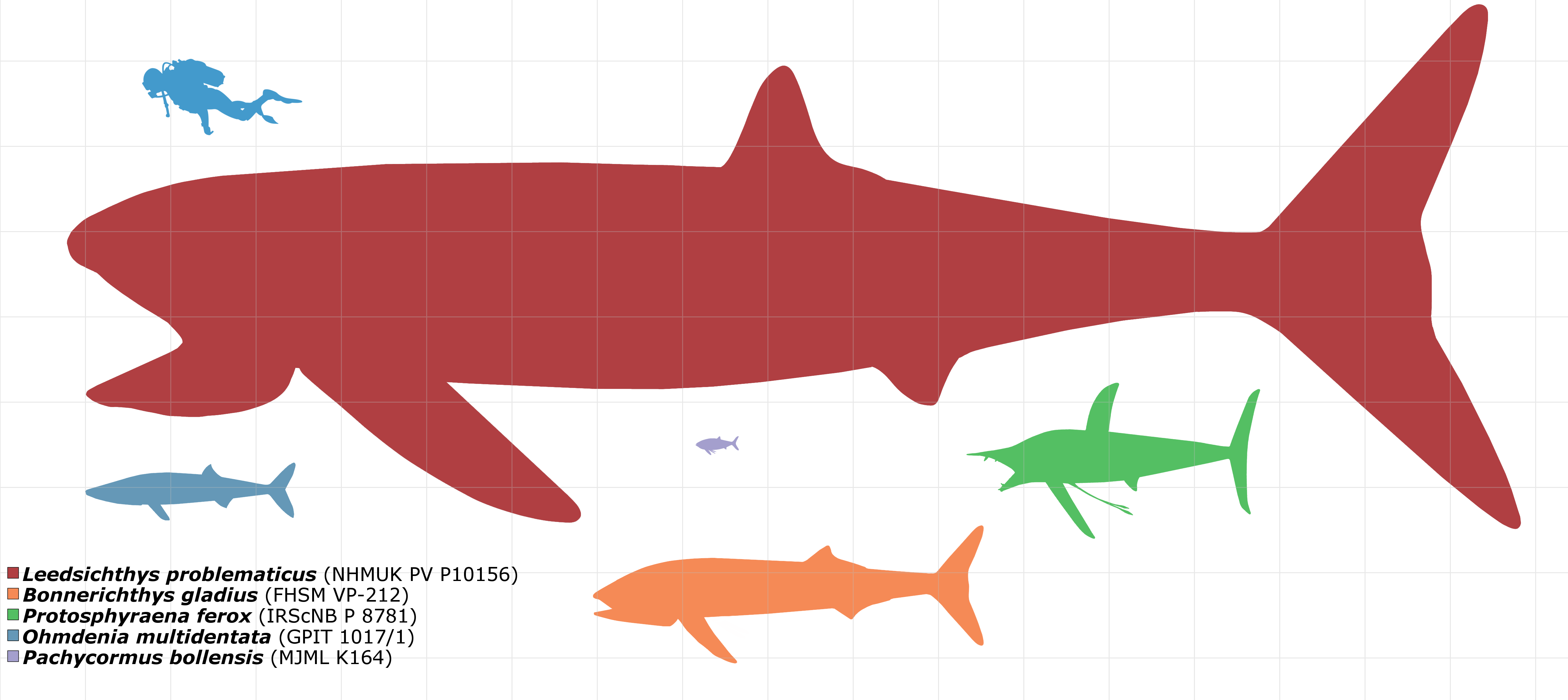
Vergelijking in grootte

  - Bonnerichthys Friedman et al., 2010
  - Leedsichthys Woodward, 1889
  - Martillichthys
  - Rhinconichthys Friedman et al., 2010